# Martin Mathathi
Martin Irungu Mathathi, né le 25 décembre 1985, est un athlète kenyan spécialisé dans les courses de cross-country.

## Palmarès

### Championnats du monde d'athlétisme
- Championnats du monde d'athlétisme de 2005 à Helsinki ( Finlande) 
  - 5e sur 10 000 m
- Championnats du monde d'athlétisme de 2007 à Osaka ( Japon) 
  -  Médaille de bronze sur 10 000 m
- Championnats du monde d'athlétisme de 2011 à Daegu ( Corée du Sud) 
  - 5e sur 10 000 m

### Championnats du monde de cross-country
- championnats du monde de 2006 à Fukuoka ( Japon) 
  -  Médaille de bronze sur la course longue
  -  Médaille d'or par équipe

## Meilleures performances
- 1 500 m - 3 min 38 s 57, le 30 septembre 2006 à Oita
- 5 000 m - 13 min 03 s 84, le 26 septembre 2004 à Niigata
- 10 000 m - 27 min 08 s 42, le 24 avril 2005 à Kobe

## Records
- record du monde du relais Ekiden en 1 h 57 min 06 s avec le Kenya, le 23 novembre 2005 à Chiba

## Sources
- (en) Cet article est partiellement ou en totalité issu de l’article de Wikipédia en anglais intitulé « Martin Mathathi » (voir la liste des auteurs).